# Eustala crista
Eustala crista Poeta, Marques & Buckup, 2010 è un ragno appartenente alla famiglia Araneidae.

## Etimologia
Il nome della specie deriva dall'aggettivo portoghese crista, cioè cresta, ad indicare la consistente protezione a forma di cresta dei pedipalpi.

## Caratteristiche
L'olotipo maschile rinvenuto ha dimensioni: cefalotorace lungo 2,7mm, largo 2,4mm; la formula delle zampe è 1243.

## Distribuzione
La specie è stata rinvenuta in Brasile: nei pressi di Iraí, nel Rio Grande do Sul.

## Tassonomia
Al 2014 non sono note sottospecie e dal 2010 non sono stati esaminati nuovi esemplari.